# Neoton Família-diszkográfia
Ez a szócikk a Neoton Família együttes lemezeinek listája. A lista tartalmazza a Neoton, Neoton Família, Éva-Neoton, Neoton és a Kócbabák, Newton Family néven kiadott albumokat, válogatáslemezeket és kislemezeket is.

## Magyarországon megjelent stúdióalbumok
| Előadó             | Cím                                    | Formátum | Kiadás éve | Katalógus szám                | Label      |
| ------------------ | -------------------------------------- | -------- | ---------- | ----------------------------- | ---------- |
| Neoton             | Bolond város                           | LP CD    | 1970 1995  | LPX 17422 HCD 17422           | Pepita     |
| Neoton és Kócbabák | Menedékház                             | LP CD    | 1976 1995  | SLPX 17510 HCD 17510          | Pepita     |
| Neoton Família     | Csak a zene                            | LP MC    | 1977       | SLPX 17537 MK 7021            | Pepita     |
| Neoton Família     | Napraforgó                             | LP MC CD | 1979 2006  | SLPX 17594 MK 17594 HCD 37817 | Pepita     |
| Neoton Família     | Marathon                               | LP MC CD | 1980 1998  | SLPX 17637 MK 17637 HCD 37817 | Pepita     |
| Neoton Família     | A família                              | LP MC    | 1981       | SLPX 17678 MK 17678           | Pepita     |
| Neoton Família     | Szerencsejáték                         | LP MC CD | 1982 1998  | SLPX 17719 MK 17719 HCD 17719 | Pepita     |
| Neoton Família     | Neoton Família                         | LP MC CD | 1983 2005  | SLPX 17788 MK 17788 HCD 17788 | Pepita     |
| Neoton Família     | Aerobic                                | LP       | 1983       | SLPM 17811                    | Pepita     |
| Neoton Família     | Karnevál                               | LP MC CD | 1984 2006  | SLPX 17855 MK 17855 HCD 17855 | Pepita     |
| Neoton Família     | Magánügyek                             | LP MC CD | 1985 2008  | SLPM 17934 MK 17934 HCD 17934 | Favorit    |
| Neoton Família     | Minek ez a cirkusz?                    | LP MC    | 1986       | SLPM 37043 MK 37043           | Profil     |
| Neoton Família     | Lehet egy kiskutyával több? (A 102-ik) | LP MC    | 1987       | SLPM 37110 MK 37110           | Profil     |
| Neoton Família     | Védőháló nélkül                        | LP MC    | 1987       | SLPM 37109 MK 37109           | Profil     |
| Neoton Família     | Vonalra várva                          | LP MC    | 1988       | SLPM 37157 MK 37157           | Profil     |
| Neoton Família     | Abrakadabra                            | LP MC CD | 1989       | SLPM 37265 MK 37265 HCD 37265 | Profil     |
| Éva-Neoton         | Édentől keletre                        | LP MC    | 1990       | SLPM 37478 MK 37478           | Profil     |
| Éva-Neoton         | Kalapot fel                            | LP MC    | 1990       | SLPM 37441 MK 3741            | Profil     |
| Neoton             | A trónörökös                           | LP MC    | 1990       | NTLP 007 NTCA 007             | New Tone   |
| Éva-Neoton         | A kocka el van vetve                   | LP MC    | 1991       | SLPM 37542 MK 37542           | Mega       |
| Éva-Neoton         | A sárkánykirály birodalma              | LP       | 1991       | SLPM 37573 MK 37542           | Mega       |
| Éva-Neoton         | Minden megoldás érdekel                | LP MC CD | 1992       | SLPM 37617 MK 37542           | Hungaroton |
| Éva-Neoton         | ABBA-slágerek magyarul                 | MC       | 1992       | MK 37638                      | Hungaroton |
| Éva-Neoton         | Boney M.-slágerek magyarul             | MC       | 1993       | none                          | Neoton Pro |

## Külföldön megjelent stúdióalbumok
| Előadó         | Cím                                                                                           | Formátum | Kiadás éve               | Katalógus szám | Label                                                                               | Ország                                                                                            |
| -------------- | --------------------------------------------------------------------------------------------- | -------- | ------------------------ | --- | ----------------------------------------------------------------------------------- | ------------------------------------------------------------------------------------------------- |
| Neoton Família | Neoton Disco                                                                                  | LP MC    | 1978 1981                | SLPX 17568 MK 17568 83913 ECI-328                                                                                   | Pepita CBS Codiscos                                                                 | Magyarország Hollandia Kolumbia                                                                   |
| Neoton Família | Sunflower (A Napraforgó című album angol változata) Neoton Newton Family Santa Maria Untitled | LP MC    | 1980 1981 1983           | SLPR 701 LP-16-1-3026 OBS-E- 25230 RVP-6466 47 953 GX 01-1138 SMB 40097 17.1590/9 104.8186 RALP6050 HSL 1011 48 953 | Pepita Orfeon Orbe RCA Marifon Gamma Music-Box Movieplay RCA Victor RA Records Bond | Magyarország Mexikó Kolumbia Japán Görögország Spanyolország Brazília Dánia Dél-Korea Németország |
| Neoton Família | Marathon Listen To Me A Marathon című album angol változata                                   | LP MC    | 1980 1981 1982 1998 2004 | 17.2290/1 RPL-8013 47 998 OT L.P.U.90.013 108.8222 RALP6052 108.8222 30CP-253                                       | Movieplay RCA Marifon Disqueras Unidas ORB Overseas Records                         | Spanyolország Japán Németország Venezuela Oroszország                                             |
| Neoton Família | Dandelion (A família című album angol változata)                                              | LP       | 1981 1982                | 6.25164 AP RPL-8088 AVI-5023 RVP-6466 47 953 GX 01-1138 SMB 40097 17.1590/9 104.8186 RALP6050 HSL 1011 48 953       | Jupiter RCA Orbe RCA RCA Victor                                                     | Németország Japán Argentína                                                                       |
| Neoton Família | Gamble (A Szerencsejáték című album angol változata)                                          | LP CD    | 1982 2012                | RPL-8154 HCD 17719                                                                                                  | RCA Gong                                                                            | Japán Oroszország                                                                                 |
| Newton Family  | Jumping Tour                                                                                  | LP       | 1982                     | RPL-8117 | RCA                                                                                 | Japán                                                                                             |
| Newton Family  | Jumpy Dance A Neoton Família című album angol változata                                       | LP       | 1983                     | RPL-8221 SRD2-108 RTI 12-17                                                                                         | RCA Seoul Records RT International                                                  | Japán Dél-Korea Portugália                                                                        |
| Newton Family  | Adam & Eve A Karnevál című album angol változata                                              | LP       | 1984                     | RPL-8268 | RCA                                                                                 | Japán                                                                                             |
| Newton Family  | Newton-Monotony Monotony A Magánügyek című album angol változata                              | LP       | 1985                     | RPL-8322 SRD2-132                                                                                                   | RCA Seoul Records                                                                   | Japán Dél-Korea                                                                                   |
| Newton Family  | I Love You A Minek ez a cirkusz? című album angol változata                                   | LP CD    | 1987 1988                | SDPR-009 30CP-250                                                                                                   | Seoul Records Overseas Records                                                      | Dél-Korea Japán                                                                                   |
| Éva-Neoton     | Main Street Az Édentől keletre című album angol változata                                     | LP       | 1991                     | SDPR-022 | Seoul Records                                                                       | Dél-Korea                                                                                         |

## Válogatás lemezek
| Előadó         | Cím                                                             | Formátum | Kiadás éve | Katalógus szám      | Label           | Ország       |
| -------------- | --------------------------------------------------------------- | -------- | ---------- | ------------------- | --------------- | ------------ |
| Newton Family  | Greatest Hits                                                   | LP       | 1981       | RPL 8091            | RCA             | Japán        |
| Newton Family  | Newton Family                                                   | 2LP      | 1982       | RVL 7519            | RCA             | Japán        |
| Newton Family  | Love Is Magic                                                   | LP       | 1986       | SDPR-006            | Seoul Records   | Dél-Korea    |
| Newton Family  | More Greatest Hits 20                                           | CD       | 1987       | 30CDP-251           | RCA             | Japán        |
| Neoton Família | Autópálya 1                                                     | MC       | 1987       | MK 37145            | Profil          | Magyarország |
| Neoton Família | Santa Maria és a többiek (Válogatott Neoton slágerek 1976-1984) | LP MC    | 1988       | SLPM 37151 MK 37151 | Profil          | Magyarország |
| Newton Family  | The Best of Newton Family                                       | LP       | 1989       | SDPR-017            | Seoul Records   | Dél-Korea    |
| Neoton         | Búcsú – Válogatás Jakab György és a Neoton legszebb dalaiból    | CD       | 1996       | HCD 37847           | Gong            | Magyarország |
| Neoton Família | Búcsúzni csak szépen...                                         | CD       | 1998       | 3984-24085-2        | Magneoton       | Magyarország |
| Neoton Família | Attrakció                                                       | CD       | 2000       | HCD 37205           | Hungaroton      | Magyarország |
| Neoton Família | Neoton Família                                                  | 4CD      | 2005       | HCD 37205           | Reader's Digest | Magyarország |
| Neoton Família | Az örök szerelem dalai                                          | CD       | 2010       | 5999884690030       | Magneoton       | Magyarország |
| Neoton         | Ha szombat este táncol                                          | CD       | 2014       | HCD 71285           | Hungaroton      | Magyarország |

## Kislemezek
| Előadó                         | A oldal                                                                            | Előadó            | B oldal                                          | Formátum       | Label                             | Katalógus szám                             | Év        | Ország                                         |
| ------------------------------ | ---------------------------------------------------------------------------------- | ----------------- | ------------------------------------------------ | -------------- | --------------------------------- | ------------------------------------------ | --------- | ---------------------------------------------- |
| Neoton együttes                | Szeretni jó                                                                        |                   | Kell hogy várj                                   | 7"             | Qualiton                          | SP 594                                     | 1969      | Magyarország                                   |
| Neoton együttes                | Nekem eddig Bach volt minden                                                       |                   | A télből tavasz lett                             | 7"             | Qualiton                          | SP 569                                     | 1969      | Magyarország                                   |
| Neoton együttes                | Virágének                                                                          |                   | A fal                                            | 7"             | Qualiton                          | SP 656                                     | 1969      | Magyarország                                   |
| Neoton együttes                | Ha érteném, mit mond a szél                                                        |                   | Oh, jaj, meddig tart ez?                         | 7"             | Qualiton                          | SP 685                                     | 1969      | Magyarország                                   |
| Neoton együttes                | Holtidő                                                                            |                   | Ment az utcán hazafelé                           | 7"             | Qualiton                          | SP 786                                     | 1970      | Magyarország                                   |
| Neoton együttes                | Majd, ha nem leszek                                                                |                   | A lány és a madár                                | 7"             | Qualiton                          | SP 890                                     | 1971      | Magyarország                                   |
| Neoton együttes                | Miért van ez így?                                                                  | Non-Stop együttes | Lélegző, furcsa hajnalon                         | 7"             | Pepita                            | SP 868                                     | 1971      | Magyarország                                   |
| Neoton együttes                | Nóra                                                                               | Katona Klári      | Pillanat                                         | 7"             | Pepita                            | SP 965                                     | 1972      | Magyarország                                   |
| Juventus együttes              | Lenn a folyónál                                                                    | Neoton együttes   | Orgonák                                          | 7"             | Pepita                            | SP 70017                                   | 1972      | Magyarország                                   |
| Neoton együttes                | Egyszer véget ér az út                                                             |                   | Már nem hív senki sem                            | 7"             | Pepita                            | SP 70059                                   | 1973      | Magyarország                                   |
| Neoton együttes                | Miért vitted el álmaimat?                                                          | Szűcs Judith      | FiÚ, az önzésed unom már                         | 7"             | Pepita                            | SP 70042                                   | 1973      | Magyarország                                   |
| Bergendy együttes              | Tükör                                                                              | Neoton együttes   | Te vagy a minden                                 | 7"             | Pepita                            | SP 70202                                   | 1975      | Magyarország                                   |
| Neoton és Kócbabák             | Vándorének                                                                         |                   | Tegnap még azt hittem                            | 7"             | Pepita                            | SP 70225                                   | 1976      | Magyarország                                   |
| Neoton Família                 | Köszönjük Mr. Edison!                                                              |                   | Csak egy lány                                    | 7"             | Pepita                            | SP 70248                                   | 1977      | Magyarország                                   |
| Neoton Família                 | Hívlak                                                                             | Apostol           | Te úgy mentél el                                 | 7"             | Pepita                            | SP 70264                                   | 1977      | Magyarország                                   |
| Newton Family                  | Hear Me                                                                            |                   | Let's Go Dancing                                 | 7"             | Durum Pepita Boot                 | DE 30.37 SPS70331 BTX 248                  | 1978      | Olaszország Magyarország Kanada                |
| Neoton Família                 | Kotta-fej!                                                                         |                   | Maradj még egy percet                            | 7"             | Pepita                            | SP 70347                                   | 1978      | Magyarország                                   |
| Newton Family                  | Santa Maria                                                                        |                   | Easy-Breezy                                      | 7"             | Movieplay RCA Boot                | 02.1444/9 SS-3254 BTX 248                  | 1979      | Spanyolország Japán Kanada                     |
| Neoton Família                 | Ki szól                                                                            |                   | Majd                                             | 7"             | Pepita                            | SPS 70394                                  | 1979      | Magyarország                                   |
| Neoton Família                 | Smile Again                                                                        |                   | Forget                                           | 7"             | Pepita                            | SPS 70467                                  | 1980      | Magyarország                                   |
| Newton Family                  | Don Quijote                                                                        |                   | Te Quiero Marathon He's Gone Te Quiero           | 7" 7"promo 7"  | Movieplay RCA Boot RCA RA Records | 02.2290/3 RPS-12 15902-AT 101.8227 RAS-821 | 1980      | Spanyolország Japán Németország Brazília Dánia |
| Neoton                         | Lord Of The Mountain                                                               |                   | Needing Someone Easy-Breezy Chica Impulsiva      | 7"             | Movieplay Tonpress RCA            | 02.1467/1 S-414 S-0194                     | 1980 1981 | Spanyolország Lengyelország Argentína          |
| Newton                         | Santa Maria                                                                        |                   | Lord Of The Mountain                             | 7"             | Marifon Impulsiva                 | 15 896 AU                                  | 1980      | Németország                                    |
| Newton (New Tone Shock Best 4) | Don Quijote Santa Maria                                                            |                   | Smile Again Marathon                             | 10" EP Promo   | RCA                               | SPLD 1160                                  | 1980      | Japán                                          |
| Newton Family                  | Smile Again                                                                        | Charles Linton    | Gabrielle                                        | 7"             | RCA                               | RPS-18                                     | 1980      | Japán                                          |
| Newton Family                  | Racing                                                                             |                   | Dandelion Samson and Delilah                     | 7" 12" Yellow  | RCA                               | 6.13557 SP 5710 TEC-113                    | 1981 1982 | Németország Mexikó                             |
| Newton Family                  | Smile Again                                                                        |                   | Don Quichotte                                    | 7"             | Disc'Az                           | AZ/1 819                                   | 1981      | Franciaország                                  |
| Newton Family                  | Samson And Delilah (Disco Version) Racing                                          |                   | Lobo Dandelion                                   | 12" Promo      | RCA                               | SPLD -1167                                 | 1981      | Japán                                          |
| Newton Family                  | The Sound Of Summer                                                                |                   | It's All Over                                    | 7"             | RCA                               | RPS-34                                     | 1981      | Japán                                          |
| Newton Family                  | Disco Story (Historia Disco)                                                       |                   | Hot Headed Girl (La Chica De La Cabeza Caliente) | 7"             | RCA Victor                        | RS-2194                                    | 1981      | Bolívia                                        |
| Newton Family                  | Dandelion                                                                          |                   | Renegade                                         | 7"             | RCA                               | RPS-59                                     | 1981      | Japán                                          |
| Newton Family                  | Santa Maria                                                                        |                   | Loco De Amor Chica Facil                         | 7"             | RCA Victor                        | 31104 E 0093                               | 1981      | Chile Argentína                                |
| Neoton Família                 | Jöjjön a nyár                                                                      |                   | Szerelmes dal                                    | 7"             | Pepita                            | SPS 70493                                  | 1981      | Magyarország                                   |
| Newton Family                  | Atra (Theme From Quest For Fire)                                                   |                   | Atra (Version Instrumental)                      | 7"             | RCA                               | RPS-71 101.8258 PB 8976                    | 1982      | Japán Brazília Franciaország                   |
| Newton Family                  | Tini dal                                                                           |                   | Heartbreaker                                     | 7"             | RCA                               | RPS-85                                     | 1982      | Japán                                          |
| Neoton Família                 | Holnap Hajnalig Time Goes By (Japanese Version)                                    |                   | Time Goes Bye Mamma Mia Pinny Winnie             | 7"             | Pepita RCA                        | SPS 70606 RPS 138 RPS-121                  | 1983      | Magyarország Japán                             |
| Neoton Família                 | Szeretek ugrálni                                                                   |                   | Szeretek ugrálni (zenekari változat)             | 7"             | Pepita                            | SPS 70585                                  | 1983      | Magyarország                                   |
| Neoton Família                 | Sandokan                                                                           |                   | Neoton disco                                     | 7"             | Pepita                            | SPS 70564                                  | 1983      | Magyarország                                   |
| Newton Family                  | Sugar Boy                                                                          |                   | Senorita Rita                                    | 7"             | RCA                               | RPS-153                                    | 1984      | Japán                                          |
| Neoton Família                 | Halley                                                                             |                   | Halley (zenekari változat)                       | 7"             | Favorit                           | SPS 70684                                  | 1985      | Magyarország                                   |
| Newton Family                  | The Middle Of The Night                                                            |                   | Home Again                                       | 7"             | RCA                               | RPS-193                                    | 1985      | Japán                                          |
| Neoton Família                 | Flashdance (4 világsláger a filmből) Flashdance... What A Feeling Lady, Lady, Lady |                   | I'll Be Here Where The Heart Is Maniac           | 12"            | Favorit                           | SPMS 70678                                 | 1985      | Magyarország                                   |
| Newton Family                  | Don't Stop The Music                                                               |                   | Dance To Feel Alive                              | 7"             | RCA                               | RPS-169                                    | 1985      | Japán                                          |
| Newton Family                  | Adam & Eve                                                                         |                   | Sugar Boy                                        | 7"             | Mountain                          | COS-106                                    | 1985      | Norvégia                                       |
| Neoton Família                 | Cheri Cheri Lady                                                                   |                   | No                                               | 7"             | Profil                            | SPS 70715                                  | 1986      | Magyarország                                   |
| Neoton Família                 | Nyújtsd a két kezed                                                                |                   | Segít a dal                                      | 7"             | Favorit                           | SPS 70780                                  | 1987      | Magyarország                                   |
| Neoton Família                 | Lambada                                                                            |                   | Varaderoi Kaland (Remix)                         | 7"             | Profil                            | SPS 70818                                  | 1989      | Magyarország                                   |
| Eva Sun & Adam                 | World Popular Song Festival 20th Anniversary Special The Child Is You And Me       |                   | Time Goes By European Rock                       | 12"            | Profil                            | PR 2086                                    | 1989      | Magyarország                                   |
| Neoton Família                 | Emlékszel még?                                                                     |                   | Jó lenne                                         | CD Maxi (+DVD) | Magneoton                         | 5046-78182-2                               | 2005      | Magyarország                                   |
| Neoton Família                 | Álom Áramszünet Alkonyat                                                           |                   | Álom Élni kell                                   | 12" EP         | mTon                              | 5999887453168                              | 2017      | Magyarország                                   |